# Chandler (Teksas)
McKenzie – miasto w Stanach Zjednoczonych, w stanie Teksas, w hrabstwie Carroll.